# Puerto de Izpegi
El puerto de Izpegi (en francés col d'Ispeguy) es un puerto de montaña de 672 metros de altitud situado en los Pirineos, en la frontera de Francia con España. Lo atraviesa la carretera que une la localidad francesa de Saint-Étienne-de-Baïgorry del País Vasco Francés con la española de Errazu en el valle del Baztán de la Comunidad Foral de Navarra.

## Historia
El 3 de junio de 1794 tuvo lugar en el puerto de Izpegi una batalla en el transcurso de la guerra del Rosellón, también llamada guerra de los Pirineos o guerra de la Convención, que enfrentó la monarquía de Carlos IV de España con la Primera República francesa entre 1793 y 1795.

## Inmediaciones
Desde el puerto de Izpegi puede accederse a la cima del monte Auza de 1304 metros. En las laderas de dicho monte nace el río Baztán que atraviesa el valle de Baztán y alcanza la localidad del Oronoz-Mugaire donde pasa a denominarse río Bidasoa.